# حبيبي اللدود (مسلسل)
حبيبي اللدود مسلسل لبناني درامي عرض في أكتوبر 2018.

## قصة العمل
تجري أحداثه في زمن الحرب الأهلية اللبنانية، ويجسد يورغو شلهوب فيه دور «نوح» المقاتل في أحد الأحزاب السياسية والمُغرم بـ «سمر» (جوانا حداد) التي تنتمي إلى حزب منافس وعند بدأ الحرب تتوتر العلاقات والصراعات بين الحب والحرب

## الممثلون
- يورغو شلهوب (نوح)
- جوانا حداد (سمر)
- فادي أندراوس(مجدي)
- روان طحطوح (ريما)
- بيدرو طايع (سمير)
- سينتيا مكرزل (جهية)
- وجيه صقر
- علي منيمنة
- هيثم المصري (عفيف)
- علاء علاء الدين
- لودي طايع
- لويس ناضر
- جومانة حداد
- زياد صليبا
- طوني مهنا